# هايدي تالبوت
هايدي تالبوت (بالإنجليزية: Heidi Talbot)‏ هي مغنية أيرلندية، ولدت في 1980.

## وصلات خارجية
- الموقع الرسمي
- هايدي تالبوت على موقع ميوزك برينز (الإنجليزية)
- هايدي تالبوت على موقع ديسكوغز (الإنجليزية)